# Bulbophyllum concavibasalis
Bulbophyllum concavibasalis é uma espécie de orquídea (família Orchidaceae) pertencente ao gênero Bulbophyllum. Foi descrita por Pieter van Royen em 1979.